# アプレンティス:ドナルド・トランプの創り方
『アプレンティス：ドナルド・トランプの創り方』（アプレンティス：ドナルド・トランプのつくりかた、原題：The Apprentice）は、2024年制作のアメリカ合衆国の伝記映画。監督はイラン出身のアリ・アッバシ、主演はセバスチャン・スタン。
1970年代から1980年代を舞台に、気弱で繊細だった20代の青年実業家ドナルド・トランプがマッカーシズムで悪名を馳せた弁護士ロイ・コーンと出会い、一流の実業家へと育て上げられた末に、コーンの想像を超える怪物へと変貌を遂げていく姿を描く。原題の『The Apprentice』は「見習い」という意味で、トランプ自身が出演していたリアリティ番組と同じタイトルである。第77回カンヌ国際映画祭コンペティション部門出品作品。

## 登場人物/キャスト
※括弧内は日本語吹替。
ドナルド・トランプ
演 - セバスチャン・スタン（白石充）
ロイ・コーン
演 - ジェレミー・ストロング（子安武人）
イヴァナ・トランプ
演 - マリア・バカローヴァ（ファイルーズあい）
フレッド・トランプ
演 - マーティン・ドノヴァン（伊藤和晃）
メアリー・アン・トランプ
演 - キャサリン・マクナリー（森ひとみ）
フレディ・トランプ
演 - チャーリー・キャリック（菊池通武）
ラッセル・エルドリッジ
演 - ベン・サリヴァン
ロジャー・ストーン
演 - マーク・レンドール
ファット・トニー・サレルノ
演 - ジョー・ピングー（武田太一）
マイク・ウォレス
演 - スチュアート・ヒューズ（山岸治雄）
アンディ・ウォーホル
演 - ブルース・ビートン
エド・コッチ
演 - イアン・D・クラーク（多田野曜平）
ジョージ・スタインブレナー
演 - ジェイソン・ブリッカー
ルパート・マードック
演 - トム・バーネット（山岸治雄）
- 日本語吹替版その他出演：玉野井直樹、吉富英治、見上裕昭、大下昌之、越後屋コースケ、草野峻平、羽鳥佑、夕城千佳、橋本しんめい、上田ゆう子、柚木尚子、山下タイキ、松平春香、名城怜音
- 日本語吹替版制作スタッフ 演出：三好慶一郎、翻訳：早川麻衣、録音・調整：高木俊明、制作：キノフィルムズ／木下グループ／東北新社